# Планински кротон
Планинският кротон, известен още като огнен кротон (Codiaeum variegatum), е светлолюбив и топлолюбив вечнозелен храст с полувдървен ствол.

## Разпространение
Расте в тропическите райони на Индия и Индонезия.

## Описание
Листата му са кожести, трипластни, на цвят жълто-зелени, червено-кафяви с жълти, червени, оранжеви жилки и достигат до 30 cm дължина. Младите листа са в по-светли тонове, които постепенно се сменят с тъмни и придобиват червено-бордов оттенък, затова едно растение е обагрено едновременно в няколко тона. Цветовете му са малки, невзрачни, жълто-бели, събрани в четковидни съцветия. Най-подходящи за отглеждане са изписания и пъстрия кротон. В естествени условия достига 3 m височина.